# Rivière Pauschikushish Ewiwach
La rivière Pauschikushish Ewiwach est un affluent du lac Dana (Eeyou Istchee Baie-James), dans municipalité régionale de comté (MRC) de Eeyou Istchee Baie-James (municipalité), dans la région administrative du Nord-du-Québec, dans la province canadienne de Québec, au Canada.
Le bassin versant de la rivière Pauschikushish Ewiwach ne comporte pas de route d’accès à proximité ; toutefois, la route du Nord venant de Matagami passe à 3,1 km à l’Ouest d'une courbe de la rivière Pauschikushish Ewiwach. La surface de la rivière est habituellement gelée du début novembre à la mi-mai, toutefois la circulation sécuritaire sur la glace se fait généralement de la mi-novembre à la mi-avril.
 

## Géographie
Les principaux bassins versants voisins de la rivière Pauschikushish Ewiwach sont :
- côté Nord : lac Dana (Eeyou Istchee Baie-James), Lac Du Tast (Eeyou Istchee Baie-James) ;
- côté Est : rivière Enistustikweyach, lac Evans, rivière Broadback ;
- côté Sud : rivière Muskiki, rivière Nottaway, lac Soscumica ;
- côté Ouest : lac Dusaux, rivière Nottaway, rivière Davoust.

La rivière Pauschikushish Ewiwach prend sa source d’un ruisseau (altitude : 289 m) entouré de marais et situé à :
- 3,1 km au Sud-Ouest du lac Ouagama ;
- 10,7 km au Sud du lac Evans ;
- 20,0 km au Sud-Est de l’embouchure de la rivière Pauschikushish Ewiwach ;
- 34,2 km au Sud-Est de l’embouchure du lac Dana (Eeyou Istchee Baie-James) ;
- 99 km au Nord du centre-ville de Matagami.

À partir de sa source, la « rivière Pauschikushish Ewiwach » coule sur 74,8 km selon les segments suivants : 
Cours supérieur de la « rivière Pauschikushish Ewiwach »' (segment de 57,4 km)
- 13,7 km vers l’Est, jusqu’à un ruisseau (venant du Nord-Est) ;
- 21,0 km vers l’Ouest en passant du côté Nord d’une montagne dont le sommet atteint 322 m, jusqu’à la rivière Iskaskunikaw (venant du Sud) ;
- 12,3 km vers le Nord-Ouest en passant au Nord-Est de la colline Kakusikuch (altitude : 256 m) jusqu’au ruisseau Kakuskwapiminakuch (venant du Sud) ;
- 10,4 km vers le Nord en traversant les rapides Amikanan, puis en formant un crochet vers l’Est, jusqu’à la confluence de la rivière Matawawaskweyau (venant de l’Ouest) ;

Cours inférieur de la « rivière Pauschikushish Ewiwach » (segment de 17,4 km)
- 4,7 km vers le Nord-Est en zone de marais jusqu’au ruisseau Kapisaukanwe (venant du Sud-Est) ;
- 3,1 km vers  le Nord-Est en zone de marais, jusqu’au ruisseau Matawawskweyasi (venant du Nord-Ouest) ;
- 6,1 km vers l’Est en formant un crochet vers le Sud, jusqu’au ruisseau Mitapeschiskau (venant du Nord-Est) ;
- 0,8 km vers le Nord, jusqu’à l’embouchure de la rivière[2].

La « rivière Pauschikushish Ewiwach » se déverse au fond d’une baie sur la rive Sud du lac Dana (Eeyou Istchee Baie-James) où le courant coule vers le Nord, puis l’Est, où elle se déverse dans une baie à l’Ouest du lac Evans.
L'embouchure de la "rivière Pauschikushish Ewiwach" est situé à :
- 25,1 km au Sud-Ouest de l’embouchure du lac Dana (Eeyou Istchee Baie-James) ;
- 48,9 km au Sud-Ouest de l’embouchure du lac Evans
- 45,2 km au Nord du lac Soscumica ;
- 125,2 km au Sud-Est de l’embouchure de la rivière Broadback ;
- 110,5 km au Nord du centre-ville de Matagami.

## Toponymie
D’origine crie, le toponyme « rivière Pauschikushish Ewiwach » signifie : « la rivière qui s'écoule à partir des petits rapides ».
Le toponyme « rivière Pauschikushish Ewiwach » a été officialisé le 5 décembre 1968 à la Commission de toponymie du Québec